# مارغريتا فولانا
مارغريتا فولانا (بالإسبانية: Marga Fullana)‏ مواليد 9 أبريل 1972 في سان لورينثو دي كارديسار، جزر البليار، إسبانيا، هي درّاجة إسبانية. شاركت في دورة الألعاب الأولمبية الصيفية وفازت بميدالية أولمبية.

## الميداليات
| الميدالية | المسابقة                       |
| --------- | ------------------------------ |
| برونزية   | الألعاب الأولمبية الصيفية 2000 |

## روابط خارجية
- مارغريتا فولانا على موقع أرشيف الدراجات (الإنجليزية)
- مارغريتا فولانا على موقع CycleBase (الإنجليزية)
- مارغريتا فولانا على موقع أوليمبيديا (الإنجليزية)